# Adolf Klimek
Adolf Klimek (* 17. Juni 1895 in Nemile, bei Mährisch Schönberg; † 22. März 1990 in Rockville, USA) war ein tschechoslowakischer Jurist, Politiker und Abgeordneter.

## Leben
Sein Vater Hynek Klimek lebte bei Mährisch Schönberg im damaligen Österreich-Ungarn und war ein aktiver, katholischer Christdemokrat. Adolf Klimek absolvierte das Gymnasium in Hohenstadt und studierte dann Rechtswissenschaften an der Karls-Universität Prag. Während des Ersten Weltkriegs war er Offizier der Österreichisch-Ungarischen Armee und nahm im Jahr 1919 an dem tschechoslowakischen Feldzug gegen Ungarn und in der Slowakei teil (Ungarisch-Rumänischer Krieg). Im Jahr 1921 promovierte er in der Tschechoslowakei (ČSR) zum Doktor der Rechte (Dr. iur.). Er wurde zuerst als Musiklehrer angestellt, dann beteiligte er sich an dem Aufbau der Schulverwaltung in der Karpatenukraine. In den Jahren 1929–1940 war er Leiter der Abteilung für Rechts- und Haushaltsfragen am Ministerium für Bildungswesen in Prag.
Nach der Gründung im Jahr 1919 der Christlichen und Demokratischen Union – Tschechoslowakischen Volkspartei (Křesťanská a demokratická unie – Československá strana lidová, KDU-ČSL) wurde er ihr aktiver Mitglied, später Funktionär und arbeitete mit Bohumil Stašek zusammen. Er wirkte bei der St. Wenzel-Liga mit und organisierte im Jahr 1929 die St. Wenzel-Millenniumfeier. Im Auftrag des Kardinals Karel Kašpar wurde er zum Generalsekretär der tschechoslowakischen Katholischen Aktion, einem Zusammenschluss von katholischen Priestern und Laien.
Nach dem Überfall auf Polen im September 1939 schloss er sich der konspirativen Widerstandsorganisation Obrana národa an, die mit der Dachorganisation ÚVOD verbunden war. Im Jahr 1940 wurde er in Berlin von der Gestapo verhaftet und zur Todesstrafe verurteilt, die zu zwölf Jahren Haft geändert wurde. Nach dem Kriegsende im Frühjahr 1945 beteiligte er sich beim Wiederaufbau der Volkspartei (KDU-ČSL), wurde ihr Generalsekretär und wie sein Bruder Julius Klimek ein Mitglied der Tschechoslowakischen Nationalversammlung (Národní shromáždění).
In den Parlamentswahlen in der Tschechoslowakei 1946 wurde er zum Abgeordneten gewählt und war von 26. Mai 1946 bis 29. Mai 1948 in dieser Position. Regelmäßig veröffentlichte er Artikel über kulturelle Themen in der Tageszeitung Lidová demokracie. Im Auftrag Jan Šrámeks führte er vertrauliche Gespräche über aktuelle politische Themen mit der Führung der Kommunistischen Partei der Tschechoslowakei (Komunistická strana Československa, KSČ). Nach dem Februarumsturz 1948 trat er zurück und verzichtete (30. März 1948) auf das Mandat des Abgeordneten. Um die Verhaftung zu vermeiden, verließ er die Tschechoslowakei und setzte seine Bestrebungen, die Demokratie herzustellen, aus dem Exil fort. Er war Mitbegründer des Rates der Freien Tschechoslowakei (Rada svobodného Československa, RSČ) in London und war in den Jahren 1949–1951, 1952–1954 und 1963–1967 Mitglied des Komitees. Später reiste er in die Vereinigten Staaten aus und lebte in Chevy Chase (Maryland).
Sein Neffe war der Prager Neuzeithistoriker Antonín Klimek (1937–2005).

## Schriften

### Mitwirkung
- Et al.: Příručka školské a osvětové správy, Státní nakladatelství, Praha 1934.